# La Poma
El veïnat, quasi desaparegut, de la Poma era un veïnat de la comuna nord-catalana d'Oleta i Èvol, de la comarca del Conflent.
Estava situat a la riba esquerra de la Tet, a prop a llevant del poble d'Oleta, a peu de la carretera general i entre aquesta carretera i la de Jújols. Hi roman la capella de Sant Antoni Abat de la Poma.